# 复兴门北顺城街
39°54′40″N 116°21′27″E / 39.9111048°N 116.3575378°E
复兴门北顺城街，是位于北京市西城区中部的一条道路。

## 简介
复兴门北顺城街为南北走向，南到成方街，北到广宁伯街，与阜成门南顺城街相接。全长600米。因为是北京内城西城墙内侧的道路，所以明朝称“阜成门南城下大街”。清朝称“南顺城街”。1965年北京市整顿地名，因为该段在复兴门以北，故定名为“复兴门北顺城街”。该街北端西侧有吕祖宫，是北京市道教协会所在地。